# Convergència tecnològica
La convergència tecnològica és la tendència de diferents sistemes tecnològics en l'evolució cap a la realització de tasques similars. Convergència pot fer referència a tecnologies prèviament separades com la veu (telefonia), dades (i aplicacions de productivitat) i vídeo que ara comparteixen recursos i interactuen entre si sinèrgicament, creant noves possibilitats. La convergència es defineix com la interconnexió de tecnologies de la computació i informació, contingut multimèdia i xarxes de comunicacions que han arribat com a resultat de l'evolució i popularització d'internet, tant com d'activitats, productes i serveis que han emergit des de l'espai digital.
Avui dia estem envoltats per un món multimèdia convergent en molts nivells, amb nodes de comunicació i informació contínuament adaptant-se per satisfer a demandes creades per la mateixa tecnologia i canviant la forma de crear, consumir, aprendre i interactuar unes amb unes altres.
Molts experts veuen tot això com la punta de l'iceberg, ja que totes les facetes de la vida social o institucional com a negocis, govern, art, periodisme, salut o educació porten amb si un increment dels espais digitals a través de xarxes creixents de dispositius TICs.
La base de la convergència tecnològica tal com es planteja, xoca amb una societat en la qual preval el consumisme com a expressió de l'ésser humà. Per això, i malgrat que es pugui apreciar la conversió de dispositius tecnològics (cel·lulars, telèfons intel·ligents, readers, tauletes…), la seva producció no s'ha vist reduïda, sinó tot el contrari, ja que respon a la premissa consumista imperant.
Per al teòric Henry Jenkins, la convergència tecnològica és un fenomen que es configura mitjançant la interacció de tres elements indissolubles: les tecnologies, les plataformes mediàtiques i el comportament de les audiències. Per Jenkins, convergència es refereix: "Al flux de continguts a través de múltiples plataformes mediàtiques, la cooperació entre múltiples indústries mediàtiques i el comportament migratori de les audiències mediàtiques, disposades a anar gairebé a qualsevol part a la recerca del tipus desitjat d'experiències d'entreteniment".

## Antecedents
L'origen del concepte de convergència en les tecnologies es remunta a la invenció de l'ordinador, un instrument que va trencar amb la dependència històrica i la diferenciació que fins al moment existia entre el receptor, el dispositiu, els continguts i el servei. En altres paraules, la televisió podia sintonitzar-se únicament en un televisor; la ràdio només podia escoltar-se via un aparell ràdio receptor; les trucades telefòniques tan sols podien realitzar-se mitjançant dispositius telefònics, i la premsa i els llibres només podien llegir-se mitjançant textos impresos.
En l'última meitat de segle xx, el desenvolupament de les tecnologies d'emmagatzematge va fer possible la diversificació de dispositius d'àudio i vídeos. Així, era possible l'enregistrament de discos i cintes que posteriorment podien reproduir-se fàcilment mitjançant gravadores de veu o videogravadores. Malgrat aquesta evolució, continuava existint una relació independent entre receptor, dispositiu, contingut i servei.
Seria en la dècada dels anys 70 i 80 amb la invenció de l'ordinador personal que es produiria la integració de tots els serveis comunicacionals ja esmentats en un únic dispositiu. Era la primera vegada en la història en què en un sol artefacte era possible veure la televisió, llegir la premsa, escoltar la ràdio o música, entre d'altres funcions.
Fins a arribar a la convergència tecnològica actual també es va produir un canvi substancial en les tecnologies de les comunicacions. D'aquesta manera, va tenir lloc una conversió dels dispositius analògics als digitals. La telefonia fixa es basava en els cables com a mitjà de difusió i els senyals de ràdio i televisió es produïen mitjançant l'aire. Amb la seva evolució, es va permetre que les línies fixes de telèfon poguessin connectar-se a l'ordinador mitjançant el mòdem, o modulador-demodulador, per tal d'iniciar la trasnmisión de bits per mitjà del telèfon i connectar-se a un Internet naixent. D'altra banda, a finals de la dècada dels anys 80 es va iniciar l'expansió de l'Internet i la televisió va iniciar també la seva retransmissió per cable. En aquesta dècada també van començar a aparèixer els telèfons mòbils.
Ja en la dècada dels 90 es va començar la substitució de les xarxes de cables lligats a la telefonia fixa per la fibra òptica, el que també va incrementar la capacitat de transport de la informació i els missatges en forma de bits. En aquest sentit, va néixer el fenomen de la convergència directament relacionada amb l'espai quotidià, el que permetia la integració de serveis i continguts en un mateix aparell, acabant amb la dependència històrica entre aparells i serveis. Aquest fenomen va estar des del principi lligat a una qüestió industrial en el moment en què les companyies tecnològiques van començar a integrar en els seus productes parts fabricades per diferents empreses, el que amb el pas dels anys permetria, a més de disposar d'incomptables serveis en un únic dispositiu, produir un artefacte de mides reduïdes i, per tant, més còmode per a la seva utilització per tal de satisfer millor les demandes dels usuaris.

## El impacte en la lògica cultural
En l'obra de Henry Jenkins Convergence culture. La cultura de la convergència dels mitjans de comunicació l'autor afirma que la societat es troba en "el moment de la convergència de cultures, en què conviuen els nous i els antics mitjans en què les grans corporacions i els petits mitjans de recent creació competeixen per les audiències. Estem en el moment en què el poder dels grans productors de continguts i el poder dels consumidors intereactúen de forma impredictible ". Això es refereix al fet que la convergència representa un profund canvi cultural en els consumidors dels mitjans, els quals ja no busquen informació només en un canal, sinó que pretenen generar connexions entre els diferents mitjans, el que acaba configurant la seva pròpia opinió i percepció de la realitat o bé dels continguts d'entreteniment.
El 1984, l'acadèmica Sola Pool a la seva obra Technologies for freedom, ja va adoptar el terme de convergència per caracteritzar un procés en què "un sol mitjà físic (tant si es tracta de cables o d'ones) pot transmetre serveis que en el passat es proveïen per camins separats. Inversament, un servei proveït en el passat per un mitjà determinat (ja sigui la ràdio, la televisió, la premsa o la telefonia) avui pot oferir-se per diversos mitjanes físics diferents ". En altres paraules, un aspecte important de la convergència a nivell mediàtic és l'existència d'una independència del contingut respecte al medi físic del qual originàriament va sorgir. Actualment, és possible veure en els smartphones la televisió, sense necessitat d'utilitzar un televisor. De la mateixa manera, les anomenades televisions intel·ligents permeten la navegació per internet I l'accés a tot tipus d'aplicacions, com Spotify i Netflix.
Segons la investigadora Lisa Gitelman, no només es produeixen canvis en els formats, sinó que a més, això comporta canvis en la manera de produir i consumir continguts: "Ofereix un model de mitjans que funciona a dos nivells: en el primer, un mitjà és una tecnologia que possibilita la comunicació; en el segon, un mitjà és un conjunt de protocols associats o pràctiques socials i culturals que s'han desenvolupat al voltant de l'esmentada tecnologia. Els sistemes de distribució són única i exclusivament tecnologies; els mitjans són també sistemes culturals. Les tecnologies de distribució venen sense parar, però els mitjans persisteixen com a capes dins d'un estrat d'informació i entreteniment cada vegada més complicat ".
En aquest sentit, les vides de les persones flueixen mitjançant els canals de comunicació digital, de manera que les grans empreses mediàtiques estan aprenent a accelerar el procés de comunicació per tal d'aconseguir noves oportunitats de negoci que girin al voltant de comunitats virtuals. Malgrat aquest fet, els usuaris estan començant a tenir tant poder mediàtic com del què disposen les grans companyies, el que configura una lluita entre dues forces que està traçant un nou panorama social. Tot aquest nou panorama mediàtic i tecnològic porta al fet que els ciutadans estiguin cada vegada més informats, bé mitjançant la cultura popular bé a través de les corporacions mediàtiques. De fet, la cultura popular ha adquirit noves responsabilitats enfocades a educar el públic i l'anima a participar en diversos processos socials, en la participació política o en la interactivitat amb diferents persones.
D'aquesta manera, aquests canvis han suposat un profund canvi en la manera que tenen les persones de relacionar-se amb els mitjans, el que comporta una nova forma de participar i d'aprendre, el que Jenkins anomena el transmèdia, una mena de relat en què la història es comunica mitjançant diversitat de mitjans i plataformes amb la finalitat que els especatdors assumeixin un paper participatiu al seguir la història. D'aquesta manera: "La convergència no té lloc mitjançant aparells mediàtics, per sofisticats que aquests puguin arribar a ser. La convergència es produeix en el cervell dels consumidors individuals i mitjançant les seves interaccions socials amb altres ". Aquest canvi en la manera en què l'usuari es relaciona amb els mitjans de comunicació i la possibilitat que té de vincular-se a ells a través de diferents plataformes respon al fet, segons Jenkins, de què el poder es troba en gran manera en mans de l'usuari. És en aquest punt on Jenkins reconeix com a fonts directes de la seva teoria a autors clàssics de la teoria de la comunicació, com Marshall McLuhan i Neil Postman, els quals van realitzar grans aportacions als estudis sobre les TIC i el seu impacte cultural.
És en aquest sentit que ja no només es tracta de l'evolució dels mitjans, sinó que ara l'usuari cobra cada vegada més rellevància en la producció i circulació de continguts, desplaçant la centralitat de les grans companyies mediàtiques. La teoria de Jenkins posa la lupa en el paper dels usuaris, però de manera distinta a com ho havien fet anteriorment els estudis sobre la recepció de continguts per part dels usuaris: actualment ja no importa únicament quins sentits els donin aquests al missatge dels mitjans, sinó el paper que juguen en la construcció de noves significacions i la manera en què les posen en circulació.

### Recepció i convergència: l'usuari en el panorama mediàtic
Els anteriors estudis sobre la recepció de la informació per part dels usuaris ja van trencar amb el paradigma lineal en l'àmbit de la comunicació, que es basava en el model de Broadcasting, o la transmissió d'un a molts, i afirmaven que cada receptor del missatge li donava els seus significats particulars a partir del marc cultural en què aquest es trobava. Però, aquest fet no acabava amb la transmissió lineal de la informació. Així, amb la irrupció dels blogs i la proliferació d'internet i les seves contínues evolucions i innovacions, es va iniciar un nou panorama mediàtic, en el qual els receptors tenen veu i poden fer-se escoltar. Aquesta interactivitat va permetre passar a un model de transmissió de "molts a molts", i el model lineal va evolucionar a una immensa xarxa de relacions.
Tal com explica Jenkins: "Si els vells consumidors es suposaven passius, els nous consumidors són actius. Si els vells consumidors eren predictibles i romanien on els deies que es quedessin, els nous consumidors són migratoris i mostren una lleialtat cap a les cadenes, les xarxes i els mitjans. Si els vells consumidors eren individus aïllats, els nous consumidors estan més connectats socialment. Si el treball dels consumidors mediàtics era antany silenciós i invisible, els nous consumidors són avui sorollosos i públics ".
Davant d'això, apareixen dos conceptes que permeten completar el sentit de convergència i que possibiliten conèixer l'impacte d'aquest concepte a nivell cultural a la societat: la intel·ligència col·lectiva i la cultura participativa.

### Intel·ligència col·lectiva
En aquest sentit, s'està forjant en el si de la societat un nou tipus de coneixement sustentat en la intel·ligència col·lectiva. Amb aquest concepte, el teòric afirma que "el consum s'ha convertit en un procés col·lectiu. (...) Cap de nosaltres pot saber-ho tot; cada un de nosaltres sap alguna cosa; i podem ajuntar les peces si compartim els nostres recursos i combinem les nostres habilitats ". L'autor ho veu com un aspecte emergent, el qual "es pot veure com una font alternativa de poder mediàtic. Estem aprenent a fer servir aquest poder mitjançant les nostres interaccions quotidianes en el si de la cultura de la convergència ".
Aquest terme utilitzat per Jenkins i que configura un aspecte central de la seva teoria va ser encunyat pel teòric Pierre Lévy: "És una intel·ligència repartida a tot arreu, valoritzada constantment, coordinada en temps real, que condueix a una mobilització efectiva de les competències. (...) El fonament i l'objectiu de la intel·ligència col·lectiva és el reconeixement i l'enriquiment mutu de les persones".
Aquest pensador estableix que la intel·ligència col·lectiva també es troba "repartida per tot arreu", ja que tot el coneixement es troba a la humanitat. Així, indica que "No hi ha cap reservori de coneixement transcendent. El coneixement no és altre que el que sap la gent". Per a aquest autor, hi ha tres procediments que fomenten el desenvolupament dels col·lectius intel·ligents: la velocitat en l'evolució dels coneixements, la massa de persones que estan cridades a aprendre i produir, així com l'aparició de nous instruments tecnològics. Pel que fa al primer dels procediments lligat a la velocitat, Lévy afirma que "mai l'evolució de les ciències i de les tècniques ha estat tan ràpida, amb tantes conseqüències directes en la vida quotidiana". Un exemple il·lustratiu d'això és la comparativa entre el procés de sorgiment de la impremta i de Interntet: mentre la primera va trigar segles a consolidar-se i canviar la quotidianitat de les persones, el segon ho va aconseguir en algunes dècades. Pel que fa al concepte de la massa, el teòric assenyala que "ha estat impossible reservar el coneixement, ni fins i tot el seu moviment, per castes d'especialistes. És el conjunt del col·lectiu humà qui ha de ara en avant adaptar-se, aprendre i inventar per viure millor en l'univers complex i caòtic en el qual vivim ". Amb el terme de les eines i instruments tecnològics es refereix al fet que "la quantitat de missatges en circulació mai ha estat tan gran, però disposem de molt pocs instruments per filtrar la informació pertinent".

#### Pensament algorítmic
Un altre concepte de Pierre Lévy que ha influït en la proposta teòrica de Jenkins és el pensament algorítmic. Aquest terme sorgeix a partir de la formulació de què els dispositius de comunicació serveixen com a instruments per a "unir" intel·ligències, "construir intel·lectes o imaginaris col·lectius". Per això, les noves tecnologies i especialment el ciberespai seguirien aquesta lògica del que Lévy anomena "la infraestructura tècnica del cervell col·lectiu". "El paper de la informàtica i de les tècniques de comunicació de suport numèric no seria el de 'reemplaçar la humanitat' ni de acostar-se a una hipotètica 'intel·ligència artificial', sinó d'afavorir la construcció de col·lectius intel·ligents en què les potencialitats socials i cognitives de cadascú puguin desenvolupar-se i ampliar-se mútuament. Segons aquest enfocament, el major projecte arquitectural del segle XXI serà imaginar, construir i condicionar l'espai interactiu del ciberespai ".
Per a aquest teòric, el coneixement algorítmic constitueix l'última fase de la comprensió humana, en el sentit que allò que diferencia els éssers humans d'altres espècies és la seva capacitat d'interpretar signes, uns símbols que superen els límits de la comprensió humana, per la qual cosa els indivius es serveixen d'eines tecnològiques. No obstant això, aquest fet no anima el desenvolupament d'intel·ligència artificial, ja que per a l'investigador no es tracta de desenvolupar màquines més intel·ligents que els humans sinó de fer als humans més intel·ligents. A això contribueix que cada nivell de complexitat necessita d'un tipus de coneixement nou emergent i més poderós, on tots els processos cognitius estan augmentats. Per això, segons Lévy, l'últim pas a què l'ésser humà aspira és el coneixement algorítmic.

#### Un nou llenguatge
Aquesta és una de les principals formulacions de Lévy, la creació d'un nou metallenguatge digital que pugui ser comprès per totes les llengües i que permeti interactuar alhora que traduir la ingent quantitat de dades que circula per Internet, sense la necessitat de dependre plenament de les tecnologies. És aquí on resideix la força de la intel·ligència col·lectiva, ja que malgrat que cap persona seria capaç de comprendre la gran massa de dades que circula, un col·lectiu intel·ligent específic sí que pot. En aquest sentit, la proposta de Lévy respecte a aquest fet seria la creació d'un marc que potenciï els intercanvis i que funcioni com autopista de circulació de la informació, generada per tots. "A les nostres interaccions amb les coses, desenvolupem competències. Per mitjà de la nostra relació amb els signes i amb la informació adquirim coneixements. En relació amb els altres, mitjançant iniciació i transmissió fem viure el coneixement ".
Segons Lévy, es passaria de la llei bàsica cartesiana de "penso, per tant existeixo, a formar una intel·ligència col·lectiva, per després existir com a comunitat eminent", però adverteix que" lluny de fusionar les intel·ligències individuals en una mena de magma indistint, la intel·ligència col·lectiva és un procés de creixement, de diferenciació i de reactivació mútua de les singularitats ". No existiria en aquest procediment la centralitat del coneixement, ja que si bé cadascun contribueix al conjunt, no implica que es perdi en la massa.

### Cultures participatives
Aquest últim concepte de Lévy està estretament lligat al concepte de cultures participatives derivades de la convergència tecnològica que Jenkins també desenvolupa en la seva teoria. Dos principals exemples d'aquest concepte i el de intel·ligència col·lectiva són les comunitats de hackers i les de fans. Pel que fa a les comunitats de hackers, aquestes exemplifiquen el concepte de col·lectivització del saber i l'intercanvi d'experiències. El seu treball en soledat és una peça petita que contribueix a crear una cadena encara més gran, doncs cadascun realitza la seva aportació, generalemente basant-se en aportacions anteriors d'altres, de manera que van contribuint a l'esquema general.
Per la seva banda, les comunitats de fans comparteixen un procediment semblant, ja que cada subjecte aporta al conjunt d'una narrativa que s'estén per diverses direccions, en moltes ocasions molt diferents a les que proposa l'objecte de la seva idolatria aglutinant d'aquesta comunitat. Un dels freqüents procediments que duen a terme és formar els denominats Wikis, o grans enciclopèdies amb la història, característiques i informació personal dels personatges d'una sèrie, pel·lícula, entre d'altres. Malgrat que en aquests wikis hi ha uns rols ben definits, com els moderadors, també permet un gran marc de llibertat que possibilita que cada participant realitzi aquelles contribucions que creuen convenients, unes intervencions que només seran validades si la resta de la comunitat de fans donen el seu consentiment, ja que qualsevol persona que tingui coneixements sobre el tema pot modificar un contingut en el cas que hi hagi incorregut a algun error. Aquest sistema d'equilibri que es genera fa que el procés de producció d'informació sigui més transparent i fiable.

### La fal·làcia de la Caixa Negra
Henry Jenkins també va desarrollar la teoria sobre la fal·làcia de la “Caixa Negra”, una formulació ficcional segons la qual tot contingut dels mitjans acabarà confluint en un únic aparell que reemplaçarà a tots els dispositius vells. Segons el teòric, "si el concepte de 'caixa negra' resulta una fal·làcia és perquè redueix el canvi mediàtic a canvi tecnològic, despullant els nivells culturals (...) el que avui estem veient és que el hardware divergeix mentre que el contingut convergeix. Les teves necessitats i expectatives de correu difereixen segons si estàs a casa, a la feina, a classe, de camí a la feina, etc. I aquests diferents aparells estan dissenyats per satisfer les teves necessitats d'accés als continguts segons on et trobis, segons la teva ubicació ".
En altres paraules, per molts esforços que es realitzin per tal de convergir els consums de les persones en un sol dispositiu com és el Smartphone, segons Jenkins, seguiran depenent d'altres instruments, per exemple, afirma l'investigador, és més còmode veure una pel·lícula en una gran pantalla de televisió que a la pantalla reduïda del telèfon mòbil. No obstant això, malgrat aquesta formulació, afirma que hi ha una convergència relacionada amb la possibilitat de transmetre tots els continguts mitjançant una única via: la fibra òptica. En aquest sentit, estableix una distinció entre els mitjans i les tecnologies, sent aquestes últimes el canal que permet la comunicació, eines que queden obsoletes i són reemplaçades successivament. Són suports que tard o d'hora es queden desactualitzats, però l'individu sempre continuarà tenint la necessitat que aquesta tecnologia obsoleta li solucionava. Per això, conclou Jenkins, les tencologies són efímeres però els media persisteixen. Això també passa amb els continguts degut a l'evolució de les audiències i el canvi en la percepció social d'aquests continguts, però en el moment en què un mitjà satisfà una necessitat humana, aquest roman en la societat. No obstant això, les novetats tecnològiques fan que els antics mitjans coexisteixin amb els nous sense que uns destrueixin a l'anterior. Per això, la societat disposa de "caixes tontes", o tecnologies obsoletes, que satisfan cadascuna d'aquestes necessitats i cadascuna d'elles es dedica a trobar necessitats específiques que només satisfan allò que les fa úniques.